# Rhodochlaena
Rhodochlaena is een geslacht van vlinders van de familie Uilen (Noctuidae), uit de onderfamilie Cuculliinae.

## Soorten
- R. albidior Krüger, 2005
- R. botonga (Felder & Rogenhofer, 1874)
- R. cuneifera Hampson, 1910
- R. dinshoense Laporte, 1974
- R. hadenaeformis Krüger, 2005